# Gervelės pelkė
Gervelės pelkė este o arie protejată (sit de importanță comunitară — SCI) din Lituania întinsă pe o suprafață de 235 ha, integral pe uscat.

## Localizare
Centrul sitului Gervelės pelkė este situat la coordonatele 55°27′13″N 26°26′51″E / 55.4536°N 26.4475°E.

## Înființare
Situl Gervelės pelkė a fost declarat sit de importanță comunitară în mai 2005 pentru a proteja un număr necunoscut de specii din flora spontană și fauna sălbatică aflate în arealul zonei.

## Biodiversitate
Situată în ecoregiunea boreală, aria protejată conține 2 habitate naturale: Mlaștini oligotrofe degradate, capabile încă de regenerare naturală, Mlaștini împădurite.
La baza desemnării sitului se află un număr nedeclarat de specii protejate.